# Campeonato Mundial de Lucha de 1982
El XXXVI Campeonato Mundial de Lucha se realizó en dos sedes diferentes: la lucha grecorromana en Katowice (Polonia) entre el 9 y el 12 de septiembre y la lucha libre masculina en Edmonton (Canadá) entre el 12 y el 14 de agosto de 1982. Fue organizado por la Federación Internacional de Luchas Asociadas (FILA) y las correspondientes federaciones nacionales de los países sedes respectivos.

## Resultados

### Lucha grecorromana
| Evento  | Oro                        | Plata                      | Bronce                     |
| ------- | -------------------------- | -------------------------- | -------------------------- |
| 48 kg   | Timur Kazarashvili URSS    | Salih Bora Turquía         | Bratan Tsenov Bulgaria     |
| 52 kg   | Benur Pashayan URSS        | Liubomir Tsekov Bulgaria   | Bang Dae-Du Corea del Sur  |
| 57 kg   | Piotr Michalik · Polonia   | Niculae Zamfir Rumania     | Vasili Fomin URSS          |
| 62 kg   | Ryszard Świerad · Polonia  | Roman Nasibulov URSS       | Panayot Kirov Bulgaria     |
| 68 kg   | Guennadi Yermilov URSS     | István Péter · Hungría     | Ștefan Negrișan Rumania    |
| 74 kg   | Ştefan Rusu Rumania        | Andrzej Supron · Polonia   | Karolj Kasap Yugoslavia    |
| 82 kg   | Teimuraz Apjazava URSS     | Ion Draica Rumania         | Jan Dołgowicz · Polonia    |
| 90 kg   | Frank Andersson · Suecia   | Atanas Komshev Bulgaria    | Igor Kanyguin URSS         |
| 100 kg  | Roman Wrocławski · Polonia | Vasile Andrei Rumania      | Andrei Dimitrov Bulgaria   |
| +100 kg | Nikola Dinev Bulgaria      | Refik Memišević Yugoslavia | Cándido Mesa Rosell · Cuba |

### Lucha libre
| Evento  | Oro                       | Plata                        | Bronce                        |
| ------- | ------------------------- | ---------------------------- | ----------------------------- |
| 48 kg   | Serguei Kornilayev URSS   | Ali Mejmedov Bulgaria        | Šaban Trstena Yugoslavia      |
| 52 kg   | Hartmut Reich RDA         | Osman Efendiyev URSS         | Joe Gonzalez Estados Unidos   |
| 57 kg   | Anatoli Beloglazov URSS   | Hideaki Tomiyama Japón       | Stefan Ivanov Bulgaria        |
| 62 kg   | Serguei Beloglazov URSS   | Simeon Shterev Bulgaria      | József Orbán · Hungría        |
| 68 kg   | Mijail Jarachura URSS     | Raúl Cascaret Fonseca · Cuba | Eberhard Probst RDA           |
| 74 kg   | Leroy Kemp Estados Unidos | Dan Karabin Checoslovaquia   | Yuri Vorobiov URSS            |
| 82 kg   | Taimuraz Dzgoyev URSS     | Efraim Kamberov Bulgaria     | David Schultz Estados Unidos  |
| 90 kg   | Uwe Neupert RDA           | Clark Davis · Canadá         | Viktor Batnia URSS            |
| 100 kg  | Ilia Mate URSS            | Slavcho Chervenkov Bulgaria  | Gregory Gibson Estados Unidos |
| +100 kg | Salman Jasimikov URSS     | Adam Sandurski · Polonia     | Andreas Schröder RDA          |

## Medallero
| Núm. | País           | Oro | Plata | Bronce | Total |
| ---- | -------------- | --- | ----- | ------ | ----- |
| 1    | URSS           | 11  | 2     | 4      | 17    |
| 2    | Polonia        | 3   | 2     | 1      | 6     |
| 3    | RDA            | 2   | 0     | 2      | 4     |
| 4    | Bulgaria       | 1   | 6     | 4      | 11    |
| 5    | Rumania        | 1   | 3     | 1      | 5     |
| 6    | Estados Unidos | 1   | 0     | 3      | 4     |
| 7    | Suecia         | 1   | 0     | 0      | 1     |
| 8    | Yugoslavia     | 0   | 1     | 2      | 3     |
| 9    | Cuba           | 0   | 1     | 1      | 2     |
| 9    | Hungría        | 0   | 1     | 1      | 2     |
| 11   | Canadá         | 0   | 1     | 0      | 1     |
| 11   | Checoslovaquia | 0   | 1     | 0      | 1     |
| 11   | Japón          | 0   | 1     | 0      | 1     |
| 11   | Turquía        | 0   | 1     | 0      | 1     |
| 15   | Corea del Sur  | 0   | 0     | 1      | 1     |
|      | TOTAL          | 20  | 20    | 20     | 60    |